# 성 요한 대성당 (토룬)

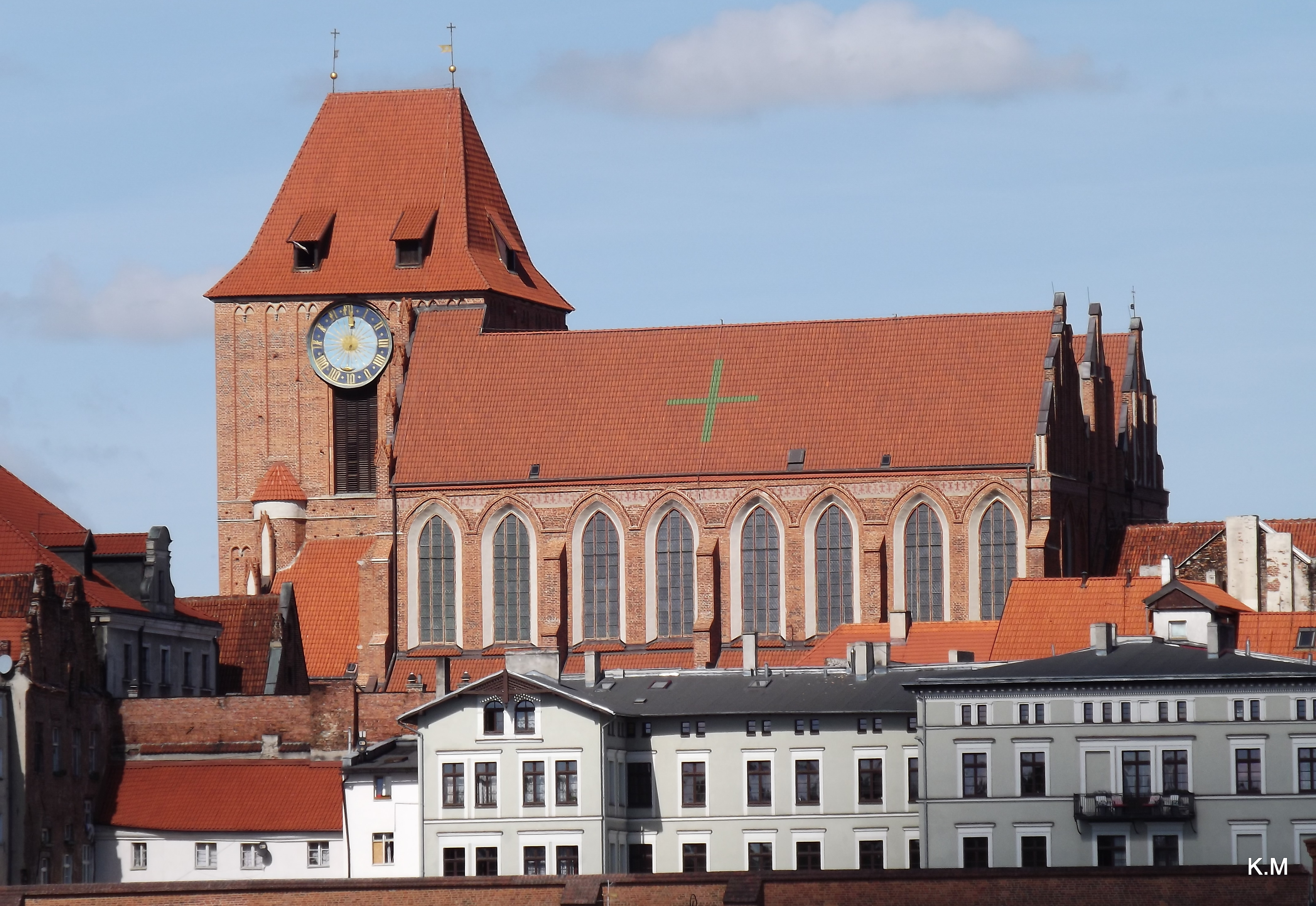
성 요한 대성당

성 요한 대성당(폴란드어: Bazylika katedralna św. Jana Chrzciciela i św. Jana Ewangelisty), 간단히 토룬 대성당은 폴란드 쿠야비포모제주 토룬 구시가지에 위치한 고딕 양식의 대성당이다. 토룬 로마 가톨릭 교구의 소재지다.
토룬 중세 마을의 일부로 유네스코 세계문화유산 및 폴란드 역사 기념물로 등재되어 있다.